# Dei Gratia
Dei Gratia fue un bergantín canadiense construido en Bear River, Nueva Escocia, en 1871. Recibió su nombre en honor a la frase en latín que significa «Por la gracia de Dios». Se hizo famoso en 1872, cuando su tripulación, comandada por David Reed Morehouse, descubrió al barco Mary Celeste desierto y navegando a la deriva en el océano Atlántico, frente a las islas Azores. Morehouse y su tripulación llevaron al Mary Celeste a Gibraltar y reclamaron la recompensa por el salvamento. Al principio fueron objeto de sospechas por el fiscal general de Gibraltar, pero el tribunal del vicealmirantazgo aprobó más adelante su salvamento y felicitó a la tripulación del Dei Gratia por su ingenio y coraje. La recompensa por el rescate del misterioso bergantín de alrededor de 8300 dólares, disminuyó por los altos costos judiciales de la larga investigación. 
El Dei Gratia fue vendido a un grupo de irlandeses en 1881. Naufragó en Black Rock, Dale, Pembrokeshire, después de que sus amarras se rompieron en una tormenta el 27 de diciembre de 1907. El retrato original de la nave se conserva en el Museo Marítimo del Atlántico en Halifax, Nueva Escocia.